# 58 Persei
58 Persei, som är stjärnans Flamsteed-beteckning, är en dubbelstjärna eller möjligen en trippelstjärna belägen i den mellersta delen av stjärnbilden, Perseus som också har Bayer-beteckningen e Persei. Den har en kombinerad skenbar magnitud på ca 4,26 och är svagt synlig för blotta ögat där ljusföroreningar ej förekommer. Baserat på parallaxmätning inom Hipparcosuppdraget på ca 4,1 mas, beräknas den befinna sig på ett avstånd på ca 800 ljusår (ca 240 parsek) från solen. Den rör sig bort från solen med en heliocentrisk radialhastighet av 10 km/s.

## Egenskaper
Primärstjärnan 58 Persei A är en orange till gul ljusstark jättestjärna av spektralklass K1 II, som har förbrukat förrådet av väte i dess kärna och nu utvecklats bort från huvudserien. Den har en massa som är ca 6,8 solmassor, en radie som är ca 56 solradier och utsänder ca 1 700 gånger mera energi än solen från dess fotosfär vid en effektiv temperatur på ca 5 200 K.
58 Persei är en enkelsidig spektroskopisk dubbelstjärna med en omloppsperiod på 28,7 år och en excentricitet på 0,65. Följeslagaren, 58 Persei B, verkar vara en stjärna i huvudserien av spektralklass B7 V. Den är en misstänkt dubbelstjärna från okänd period med en massa hos delstjärnorna av 3,3 och 1,2 gånger solens massa.